# 坂上望城
坂上 望城（さかのうえ の もちき）は、平安時代中期の貴族・歌人。加賀介・坂上是則の子。官位は従五位下・石見守。梨壺の五人の一人。

## 経歴
生年未詳。没年は天延3年（975年）説、天元3年（980年）説、貞元3年（978年）があるが、いずれも疑問とされる。
村上朝の天暦3年（949年）越前掾に任ぜられるが、天暦6年（952年）西市正に遷ると、天徳3年（959年）内蔵允と京官を歴任する。
康保4年（967年）権少外記次いで少外記、安和2年（969年）大外記と冷泉朝から円融朝初頭には外記を務める。天禄元年（970年）従五位下・美濃介に叙任されると、天延3年（975年）石見守とその後は地方官を歴任した。
三十六歌仙の一人である父・是則と同様に和歌に優れ、天暦5年（951年）に村上天皇の命により昭陽舎に置かれた和歌所の寄人（御書所預）となり、梨壺の五人の一人として『万葉集』の訓読や『後撰和歌集』の撰集にあたった。『天徳内裏歌合』にも出詠している。『勅撰和歌集』には『拾遺和歌集』『後拾遺和歌集』に1首ずつ作品が入集している。家集は伝わっていない。
『八雲御抄』では、「茂材（もちき）、時文はただ父が子といふばかりなり」と、紀時文と並ぶ親の七光りとして酷評された。

## 官歴
注記のないものは『外記補任』による。
- 天暦3年（949年） 正月：越前掾
- 天暦6年（952年） 12月：西市正
- 天徳3年（959年） 日付不詳：内蔵允
- 康保4年（967年） 正月20日：権少外記。10月28日：少外記
- 安和2年（969年） 10月19日：大外記
- 天禄元年（970年） 11月20日：従五位下。12月16日：美濃介
- 時期不詳：美濃権守
- 天延3年（975年） 4月：石見守
- 天元3年（980年） 8月：卒去[3]

## 系譜
- 父：坂上是則[3]
- 母：不詳
- 生母不明の子女
  - 男子：坂上兼範[4]
  - 男子：坂上厚範[3]